# 8977 Paludicola
8977 Paludicola è un asteroide della fascia principale. Scoperto nel 1973, presenta un'orbita caratterizzata da un semiasse maggiore pari a 2,2003501 UA e da un'eccentricità di 0,1167183, inclinata di 2,58374° rispetto all'eclittica.